# Berzbuir-Kufferath
Berzbuir-Kufferath war bis 1969 eine Gemeinde im Kreis Düren in Nordrhein-Westfalen. Heute ist Berzbuir-Kufferath eine Gemarkung der Stadt Düren im Kreis Düren.

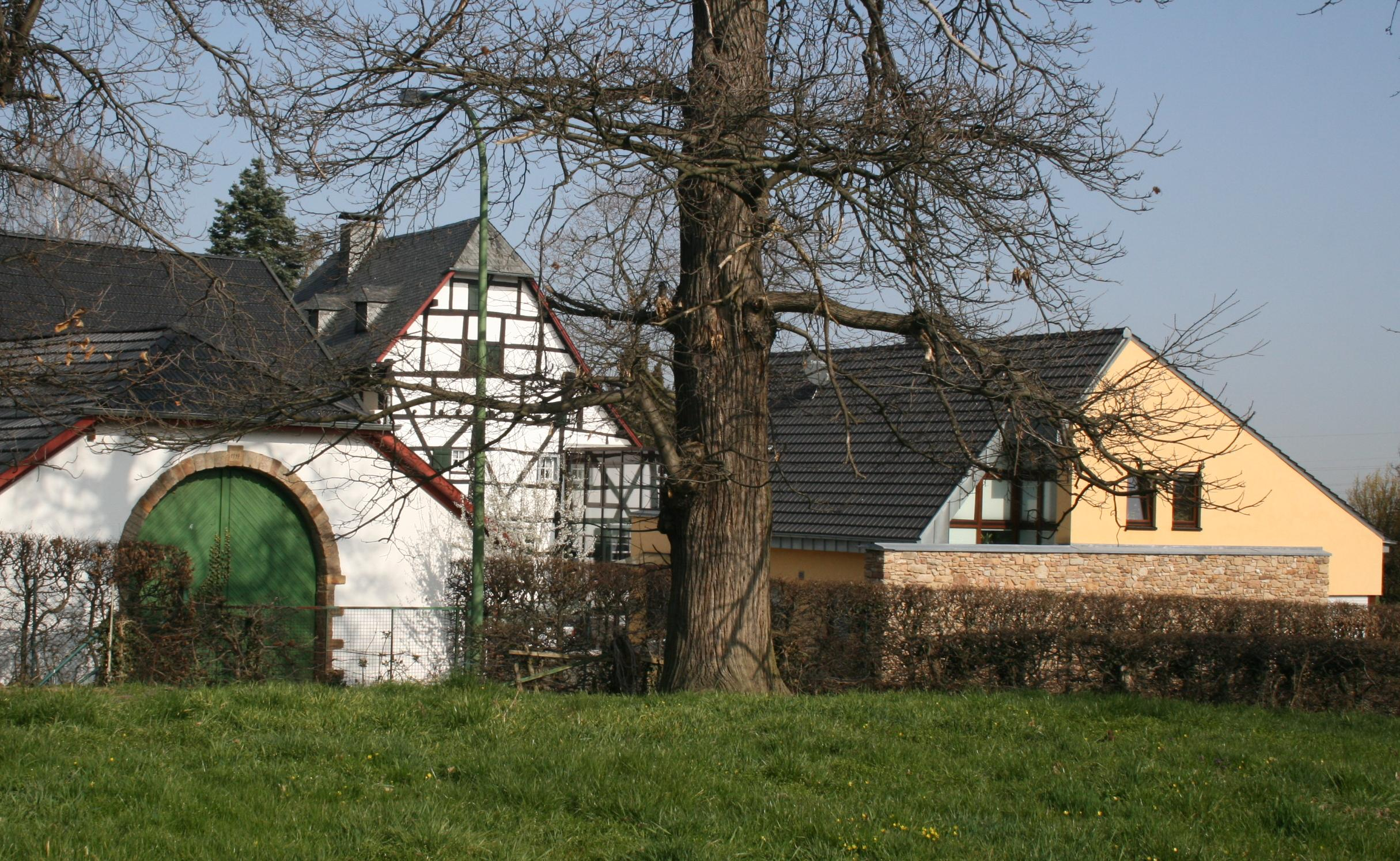
Der Bauschhof

## Geographie
Berzbuir-Kufferath besteht aus den beiden Dörfern Berzbuir und Kufferath, die im Südwesten des Dürener Stadtgebiets liegen und etwa einen Kilometer voneinander entfernt sind. Die beiden Dörfer gehören heute zum Dürener Stadtbezirk Lendersdorf-Berzbuir-Kufferath.

## Geschichte
Seit dem 19. Jahrhundert bildete Berzbuir-Kufferath eine Landgemeinde in der Bürgermeisterei Birgel (ab 1928 Amt Birgel) im Kreis Düren. Am 1. Juli 1969 wurde die Gemeinde durch das Gesetz zur Neugliederung von Gemeinden des Landkreises Düren in die Gemeinde Lendersdorf eingegliedert. Lendersdorf wiederum wurde am 1. Januar 1972 Teil der Stadt Düren.

## Einwohnerentwicklung
| Jahr | Einwohner | Quelle |
| ---- | --------- | ------ |
| 1871 | 454       | [ 3 ]  |
| 1885 | 428       | [ 4 ]  |
| 1910 | 548       | [ 5 ]  |
| 1925 | 526       | [ 6 ]  |
| 1939 | 498       | [ 7 ]  |
| 1946 | 451       | [ 8 ]  |
| 2015 | 810       | [ 1 ]  |

## Baudenkmäler
Die Kapelle Berzbuir, der Bauschhof, die Pumpstation Berzbuir, das Haus zum Friesenhof sowie mehrere weitere Wohnhäuser stehen unter Denkmalschutz.